# جزيرة سيبوكو (بورنيو)

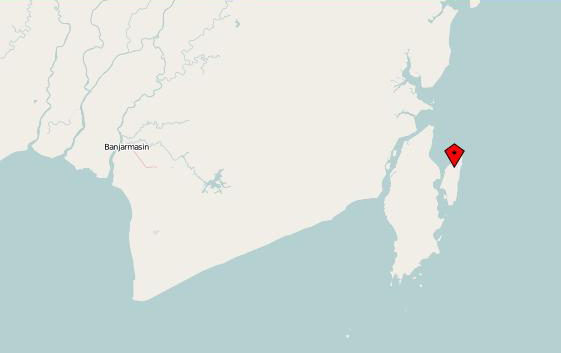
موقع جزيرة سيبوكو قرب جزيرة بورنيو

جزيرة سيبوكو جزيرة إندونيسية تقع جنوب جزيرة بورنيو وتتبع مقاطعة كليمنتان الجنوبية. وهي موطن لمناجم الفحم الكبيرة وتنتج 3 ملايين طن من الفحم سنوياً.
تقع جزيرة سيبوكو إلى جنوب شرق جزيرة بورنيو على بعد حوالي 5 كيلومترات (3.1 ميل) من جزيرة لاوت. تبلغ أبعادها ما يقرب من 35 كيلومترا (22 ميل) من الشمال إلى الجنوب و10 كيلومترات (6.2 ميل) من الشرق إلى الغرب عند أوسع نقطة فيها، وتغطي مساحتها الإجمالية 275 كيلومترا مربعا (106 ميل مربع).
تم اكتشاف الفحم أول مرة في جنوب غرب جزيرة سيبوكو من قبل الحكومة الاستعمارية الهولندية في عام 1925، والتي يرجع تاريخها إلى عصر الإيوسين. الطبقات مكونة بشكل أساسي من الفحم الحجري والصخر الطيني.
يبلغ عدد سكان جزيرة سيبوكو نحو 4900 نسمة، والكثافة السكانية 17.8 نسمة لكل كيلومتر مربع (46/ميل مربع). قبل افتتاح مناجم الفحم، لم يكن للجزيرة بنية تحتية، اما الآن فهناك طرق صغيرة وميناء ومطار صغير.

## التعدين
على الرغم من أن الهولنديين كان أول من اكتشف على الأقل 25 موقعا لاستخراج الفحم في سيبوكو، لكنهم ألغوا خططهم في استخراج الفحم. وقد قاموا بدلا من ذلك، فقد جعلوا من الجزيرة لتكون بمثابة منطقة عازلة لجزيرة لاوت.
تقدر احتياطيات الفحم في الجزيرة بـ11000000 طن متري، وتم الابتداء بإنشاء المناجم منذ يونيو 1997؛ ثم بدأ التعدين في كانون الأول من العام نفسه، رغم المخاوف من أن التعدين يمكن أن تغرق الجزيرة. إدارة المنجم مقرها في سنغافورة.
اعتبارا من 30 حزيران 2008، يقدر مجموع ما تبقى من الفحم في 384 ميغا طن، مع وجود احتياطي أساسي قدره 19 ميغا طن. ويقدر الإنتاج السنوي 3 ميغا طن .

## ملاحظة
- يجب الانتباه إلى أن هذه الصفحة حول جزيرة سيبوكو الواقعة قرب جزيرة بورنيو ، إذ أن هنالك جزيرة أخرى تحمل الاسم ذاته وهي جزيرة سيبوكو قرب جزيرة سومطرة